# Bagócslegyek
A bagócslegyek (Oestridae) a legyek egy családja, melyeknek lárvái élősködők, egyes emlősök testében (emésztőcsatornájában, orr- vagy garatjárataiban) fejlődnek. Világszerte mintegy 150 fajuk ismert. Négy jól elkülönülő csoportjukat a szakirodalom gyakran családnak tekinti (Gasterophilidae, Oestridae, Hypodermatidae, Cuterebridae).
E szócikkben az angol wikipediát és az ITIS-t követve ezeket alcsaládnak (-inae végződésű latin nevek) tekintjük, melyeket egy tágabban értelmezett „Oestridae család” foglal össze.

## Életmód
Őzeink és szarvasaink, valamint a jávor-, és rénszarvas élősködői a Cephenomyia és Pharyngomyia fajok. Elsősorban gazdáik garatüregében fejlődnek, ezért garatbagócsoknak vagy helytelenül garatbögölyöknek nevezik őket. Meleg nyári napok kora délutáni óráiban gyakran rajzanak násztáncukat járva a bagócsok tornyok vagy hegycsúcsok közelében.
A legfeljebb két vagy három hétig élő nőstények elevenszülők. Ivarkészülékük vakzsákjában fejlődő, s az olykor ötszázat is elérő fiatal lárvákat a nőstény repülés közben hozza világra, s valósággal ráspricceli a gazdaállat orrtájékára.
A kis nyüvek a következő év márciusáig a szaglóizmok nyálkahártyáján élnek anélkül, hogy nagyságukban lényegesen változnának. A második és harmadik lárva állapotú alakjaik, a belső orrnyílásokban, a garatüregben és a nyelv tövében élősködnek. Ezek nagysága már tetemes: 4 cm-re is megnőnek.
Légzési és nyelési nehézségeket okoznak, ennek következtében a gazdaállat növekedésében visszamarad, testsúlya csökken, és a fertőző betegségekkel szemben kevésbé ellenállóvá válik. Az agancs gyenge vagy torz növekedése is gyakran utal bagócsfertőzésre. A bábozódásra érett lárvákat a szarvas vagy az őz kitüsszögi, s azok befúrják magukat a talajba, ahonnan 3 -5 hétig tartó báb állapot után bújnak ki a kifejlett bagócsok.
A garatbagócsok meglehetősen gyakoriak. Kimutatták pl., hogy a hajdani Csehszlovákiában az őzállomány 50%-a volt fertőzve az őzbagócs (Cephenomyia stimulator) lárváival.
Az orrbagócsok (Oestrinae), nevüket onnan kapták, hogy patás állatok orr és homloküregében élősködnek.

## Életciklus
- Petéiket rendszerint egy alkalmas gazdaállat testére rakják.
- A peték rendszerint a gazdaállat testén kelnek ki, egyes fajok, mint például a ló, a testükről lenyalt peték által fertőződnek.
- Légylárvabetegség (myiasis) alakul ki, mikor a légynyüvek részben vagy egészben az élő szövetekbe hatolva fejlődni kezdenek.
- A kifejlődött lárvák bábozódás céljából elhagyják a gazdaállatot, például kifúrják magukat annak bőrén keresztül, vagy az ürülékkel kiürülnek az emésztőcsatornából.
- A talajban bábozódnak.
- A kifejlett bagócsok párzanak, majd a megtermékenyített nőstény alkalmas gazdaállatokat keres.

## Megelőzés, védekezés
Légyirtás, főként a rajzás időszakában. Ma már hatásos injekciós készítmények vannak forgalomban a betegség kezelésére, régebben a lárvákat elölő vagy "kihajtó" szereket a hátukra fektetett juhok orrüregébe kellett juttatni. Gyógykezelés Ivomec injekcióval (10 mg/mL ivermektin és 100 mg/mL klorszulon kombinációja) és Ditrifon 50WP készítménnyel.

## Alcsaládok (Családok?)
- Gyomorbagócsok (Gasterophilinae)
- Orrbagócsok (Oestrinae)
- Bőrbagócsok (Hypodermatinae)
- Cuterebrinae